# الرابطة الدولية للاجتماعات والمؤتمرات
الرابطة الدولية للاجتماعات والمؤتمرات (بالإنجليزية: International Congress and Convention Association، اختصارًا: ICCA) تأسست في عام 1963 من قبل مجموعة من وكلاء السفر لتبادل المعلومات حول المؤتمرات والاتفاقيات الدولية.
يقع مقر الرابطة في أمستردام هولندا، وهي منظمة تجارية غير ربحية هدفها الأساسي هو أن تكون المجتمع العالمي لصناعة الاجتماعات، وتمكين أعضائها من توليد ميزة تنافسية كبيرة والحفاظ عليها.
لديها أكثر من 1000 عضو في أكثر من 90 دولة مختلفة. يتم تقسيم الأعضاء حسب نوع الشركة إلى قطاعات مختلفة تشمل: التسويق الوجهة وإدارة الاجتماعات ودعم الاجتماعات والنقل والأماكن والأعضاء الفخريين. تنقسم الشركات والمنظمات الأعضاء الواقعة في نفس المنطقة الجغرافية إلى فصول. تشمل الفصول المقسمة ما يلي: أفريقيا، وآسيا والمحيط الهادئ، وأوروبا الوسطى، وفرنسا بينيلوكس، والأيبيرية، وأمريكا اللاتينية، والبحر الأبيض المتوسط، والشرق الأوسط، وأمريكا الشمالية، والدول الاسكندنافية، والمملكة المتحدة وأيرلندا. الغرض من تقسيم الأعضاء إلى قطاعات وفصول هو تمكين التواصل بين هؤلاء الأعضاء الذين لديهم جوانب معينة مشتركة من أجل تعزيز أنشطتهم التجارية في الصناعة.
الرابطة عضو في المنظمات العالمية التالية: مجلس صناعة المؤتمرات، مجلس صناعة الاجتماعات المشتركة، ومنظمة السياحة العالمية واتحاد الجمعيات الدولية. لدى الجمعية الآن شبكة دولية من الموردين الذين يعملون في صناعة الاجتماعات الدولية.